# إشتفان كوفاتش (سياسي)
إشتفان كوفاتش (بالمجرية: Kovács István)‏ هو سياسي مجري، ولد في 24 أكتوبر 1911 في رومانيا، وتوفي في 23 ديسمبر 2011 في المجر. انتخب عضو الجمعية الوطنية المجرية.